# 연 혜왕
연 혜왕(燕 惠王, ? ~ 기원전 272년)은 중국 전국시대 연나라의 제42대 군주(재위: 기원전 278년 ~ 기원전 272년)이다. 이름은 융인(戎人). 장군 악의(樂毅)를 추방하여, 제나라의 침공을 막지 못 하여, 연나라를 쇠퇴하게 되었다.

## 생애
선왕인 소왕(昭王)의 태자이다. 기원전 279년 아버지 소왕이 병사하여 왕위에 올랐다. 연 소왕이 악의를 총사령관으로 하여 군대를 제나라로 보냈고, 제나라의 70여 성을 탈취를 하였다. 거성(莒城)과 즉묵(即墨)등 성 두개만 남았고, 제나라는 철저히 항전하였고, 전쟁이 장기화되었다. 소왕이 사망하자, 연나라는 악의가 제나라를 정벌하면 제나라 군주로 자립한다는 소문이 무성하였다. 혜왕은 태자시절에는 악의를 싫어하였고, 대립하였다. 악의가 모반을 일으킬 음모가 있다고 하여 연나라 조정이 악의에게 소환 명령을 내렸다. 악의는 혜왕에게 미움을 받고 있는 것을 알고 있었고, 혜왕에게 살해될 것을 두려워하고 조나라(趙)로 망명하였다. 혜왕은 새사령관으로 장수 기겁(騎劫)을 삼고, 제나라로 군대를 이끌고 갔다.
하지만, 혜왕의 부당한 인사 처신으로 연나라군의 사기는 단숨에 떨어졌다. 여전히 수그려지지 않던 악의가 모반을 일으킨다는 소문도 제나라 장군 전단(田單)에게 사용된 이간책이었다. 기겁은 악의 만큼의 군대를 통솔하는 능력이 없었고, 제나라 장수인 전단의 책략에 걸렸다. 최후에는 화우계(火牛計)라는 계략에 걸려서 연나라 군대는 패배하고 연나라가 빼앗은 70여개 성들은 모두 제나라로 탈환하였다. 이후에는 연나라는 완전하게 기세가 꺽이고, 연나라는 국력이 약하게 되었다. 그의 최후에는 기록에 따라 다르다. 사기 연세가(燕世家)에서는 자연사로 사망하였다. 사기 조세가(趙世家)에는 혜왕이 재상 공손조(公孫操)와 장군 성안군(成安君)에 의해 시해당한다.